# 较短期限法则
较短期限法则（英語：rule of the shorter term），又称作期限比较（英語：comparison of terms），是国际版权条约中的一条规定。这条规定允许缔约国对其国内根据国民待遇而授予版权的外国作品的版权保护期限做出限制，至多允许该作品的版权保护期限为其在来源国国内的版权保护期限。